# Mittitjärnen (Dorotea socken, Lappland)
Mittitjärnen är en sjö i Dorotea kommun i Lappland och ingår i Ångermanälvens huvudavrinningsområde.